# Igreja de Santa Prisca de Taxco
A Paróquia de Santa Prisca e São Sebastíão, comumente conhecida como Igreja de Santa Prisca, é um monumento colonial localizado na cidade de Taxco de Alarcón, no estado de Guerrero, no sul do México, construído entre 1751 e 1759,  e dedicado ao culto católico naquela vila cuja actividade principal era – e continua a ser – a extracção de prata. Está localizado no lado leste da praça principal de Taxco.
A construção foi encomendada por José de la Borda, um dos mais prósperos proprietários de minas da região de Taxco no século XVIII. De 1758 a 1806, o templo foi o edifício mais alto do México, mas foi superado pela Igreja de Nossa Senhora do Carmo, na cidade de São Luis Potosí . A Igreja de Santa Prisca é considerada uma das melhores do Novo Churrigueresco Espanhol e o edifício mais alto da Nova Espanha, com 94,58 metros de altura.

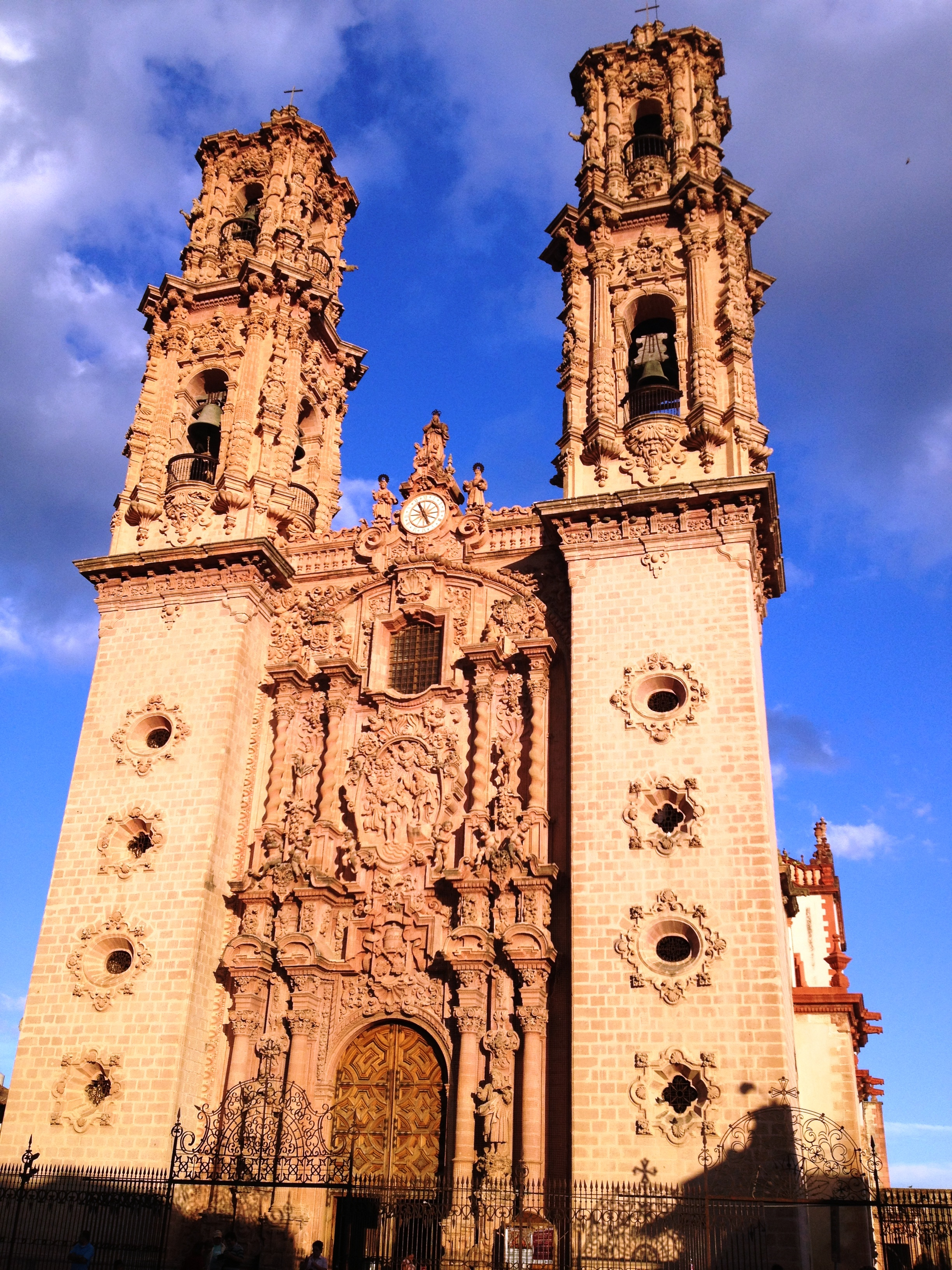
A Santa Prisca de Taxco, principal representação do novo barroco espanhol em Taxco.

## Galeria

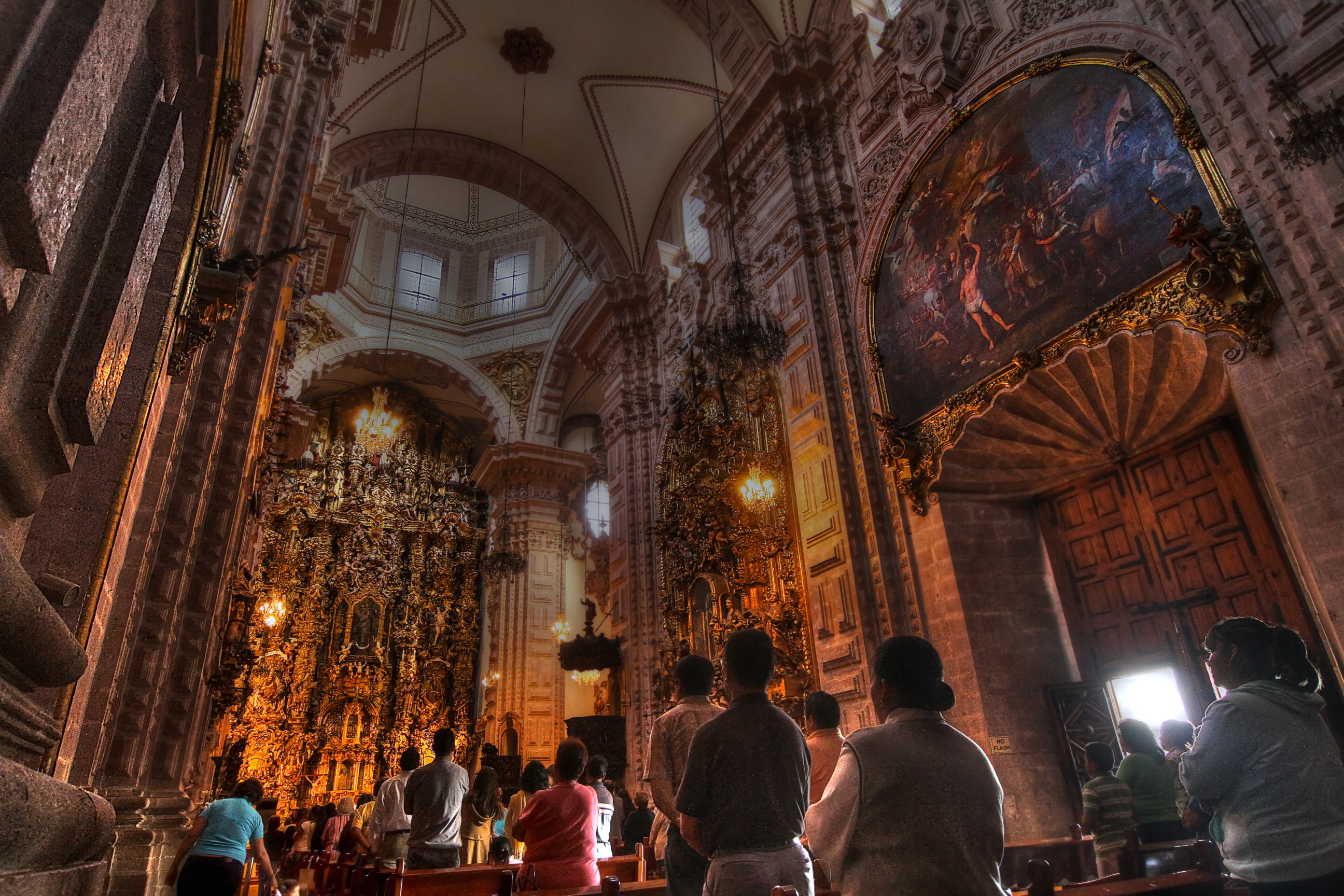
Interior do templo, Templo de Santa Prisca de Taxco.
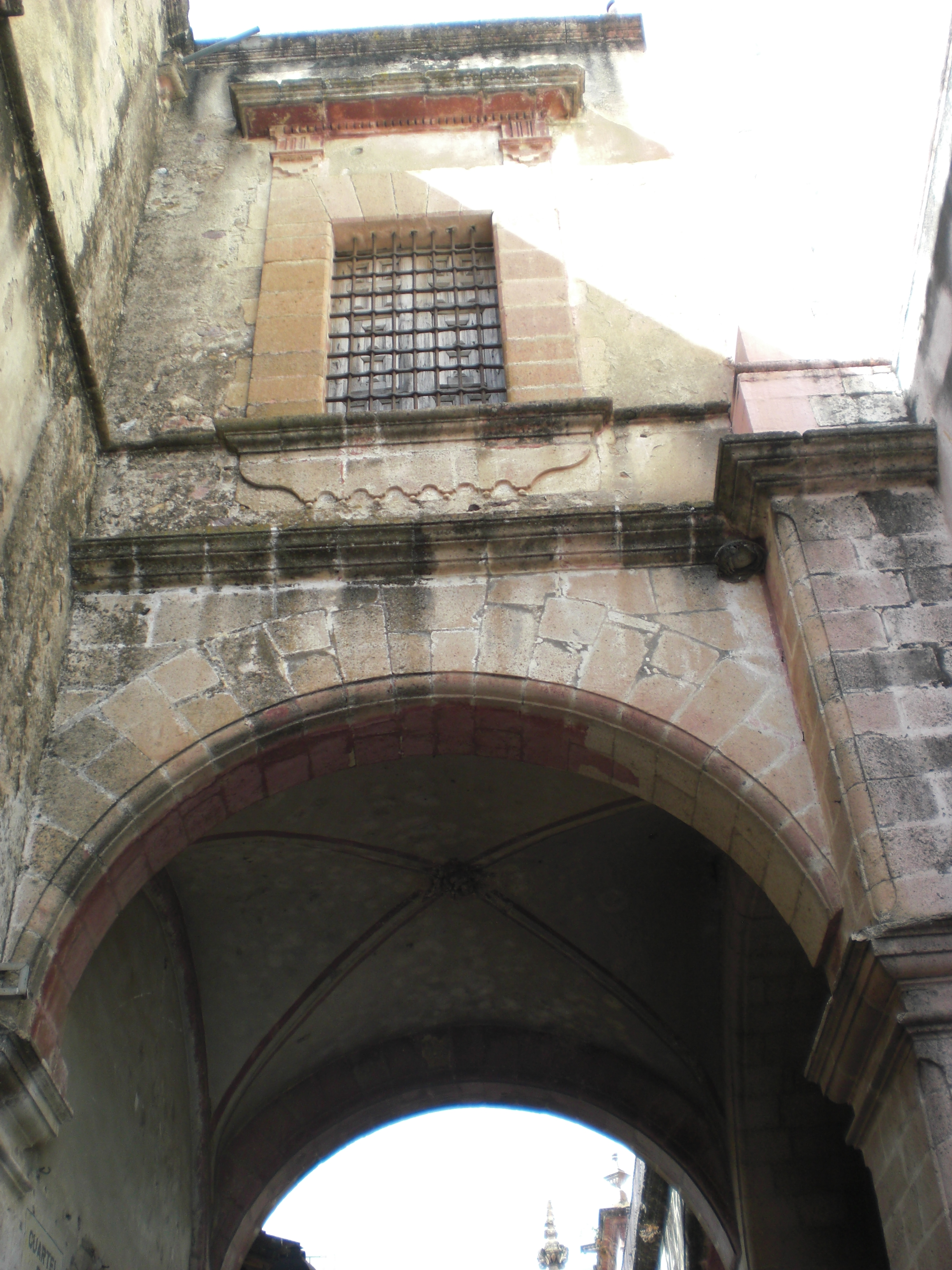
A passagem para o Sagrario na Calle del Arco.
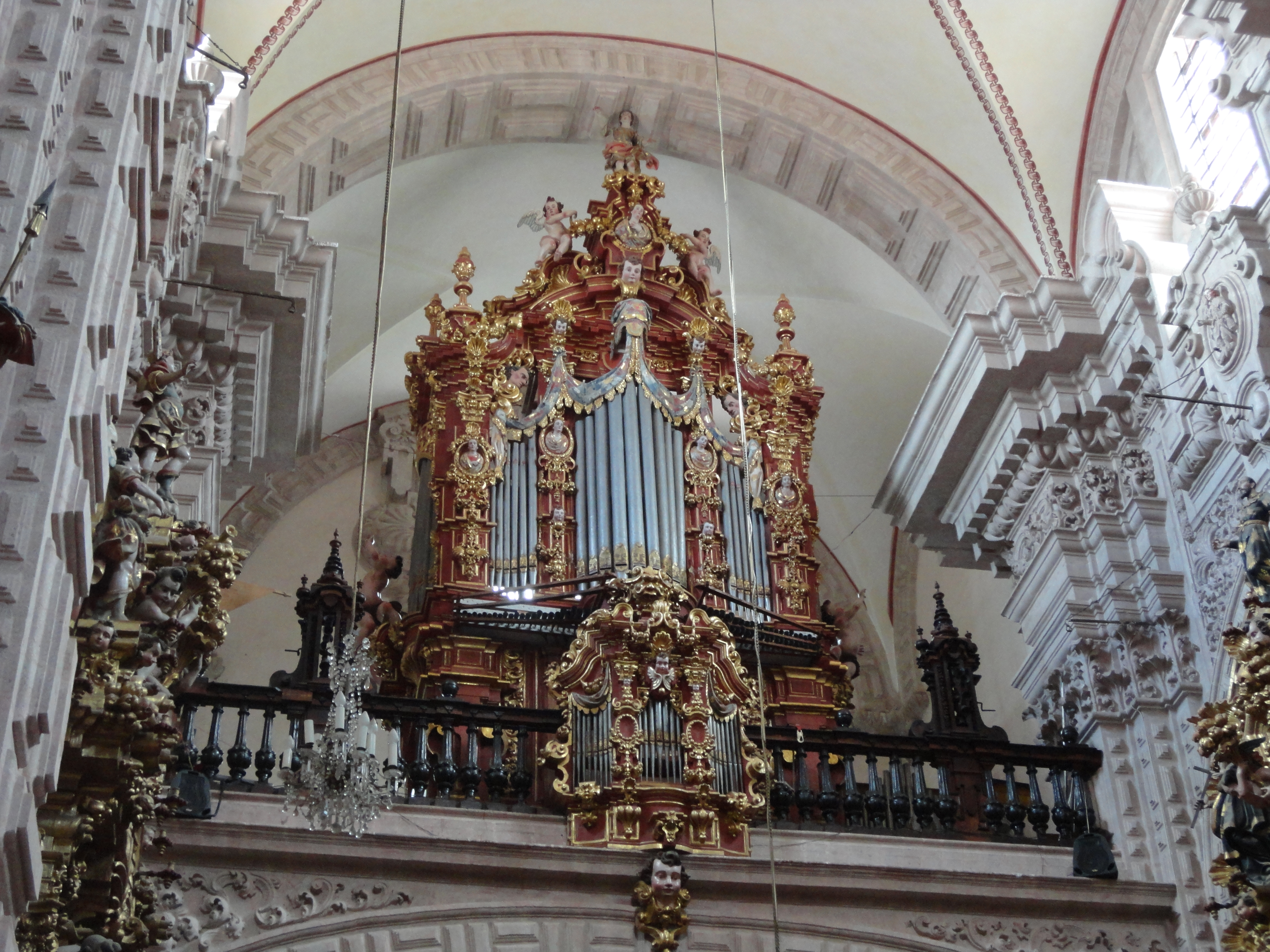
Coro.
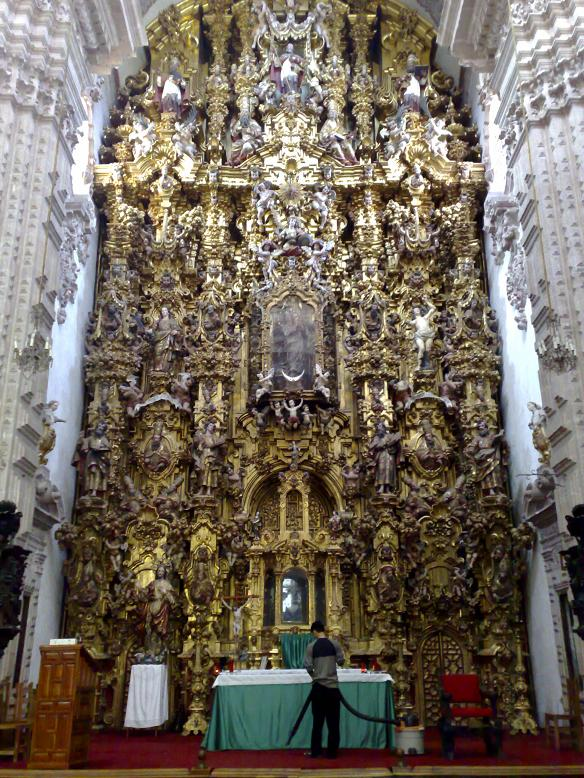
Retábulo.
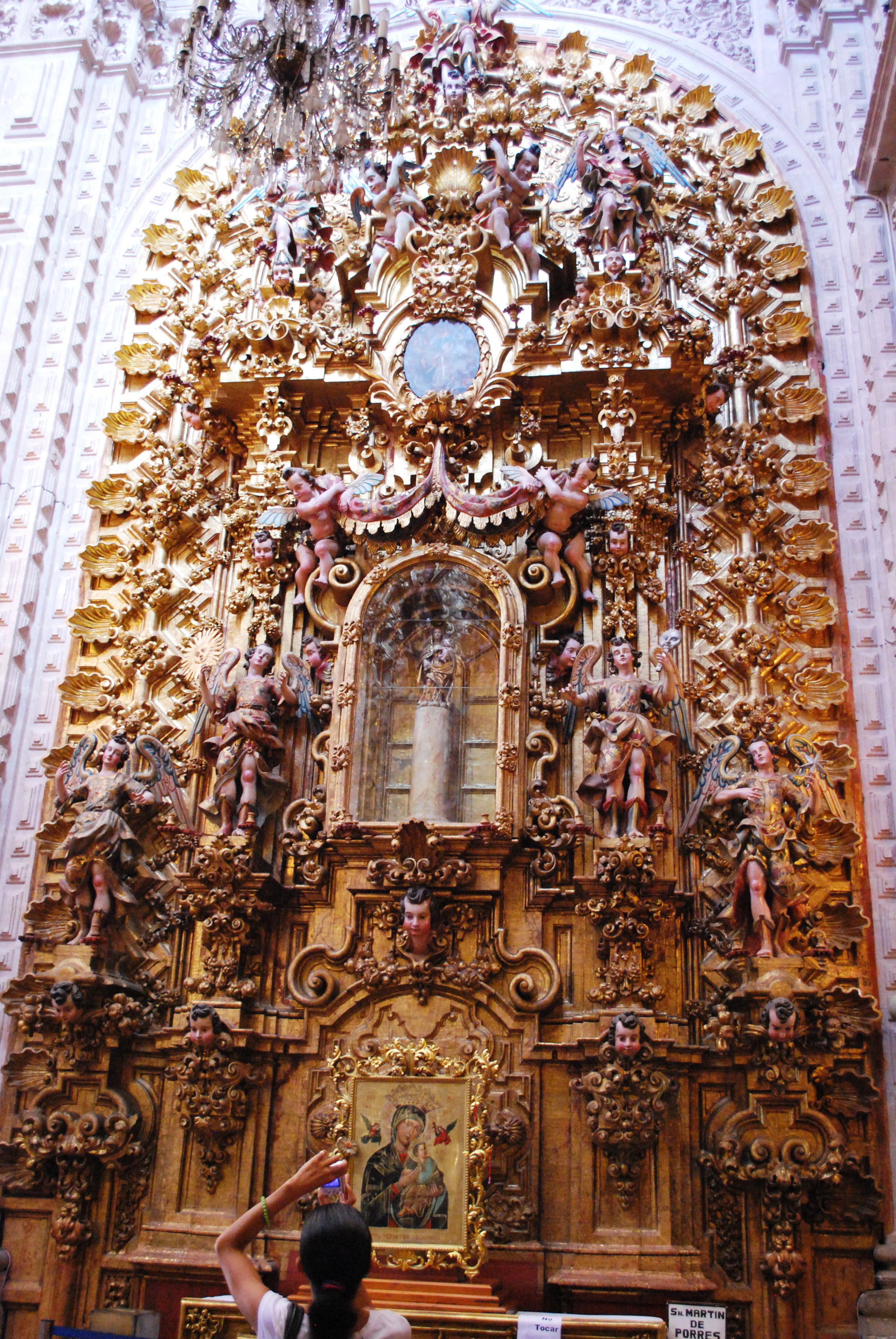
Retábulo
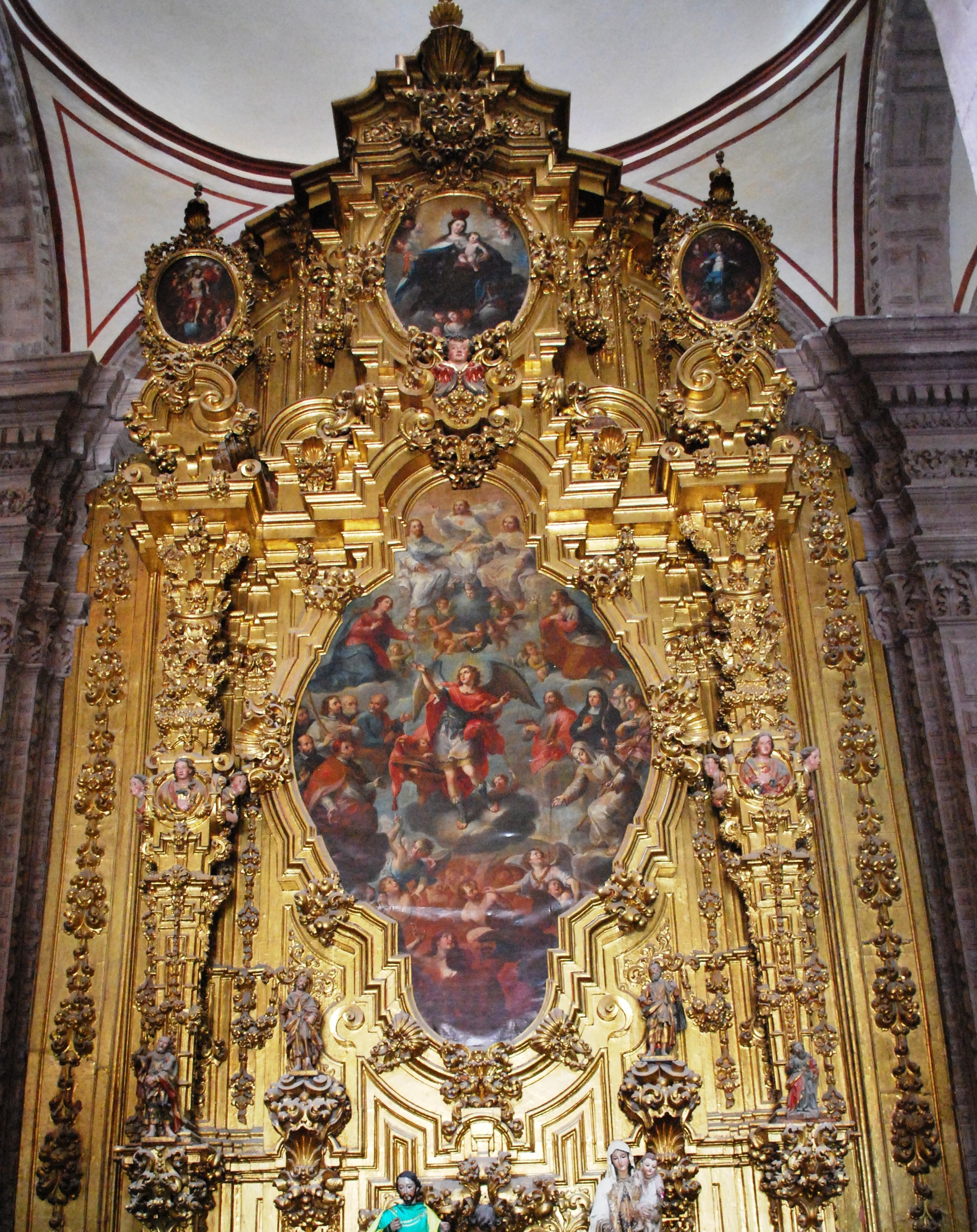
Retábulo
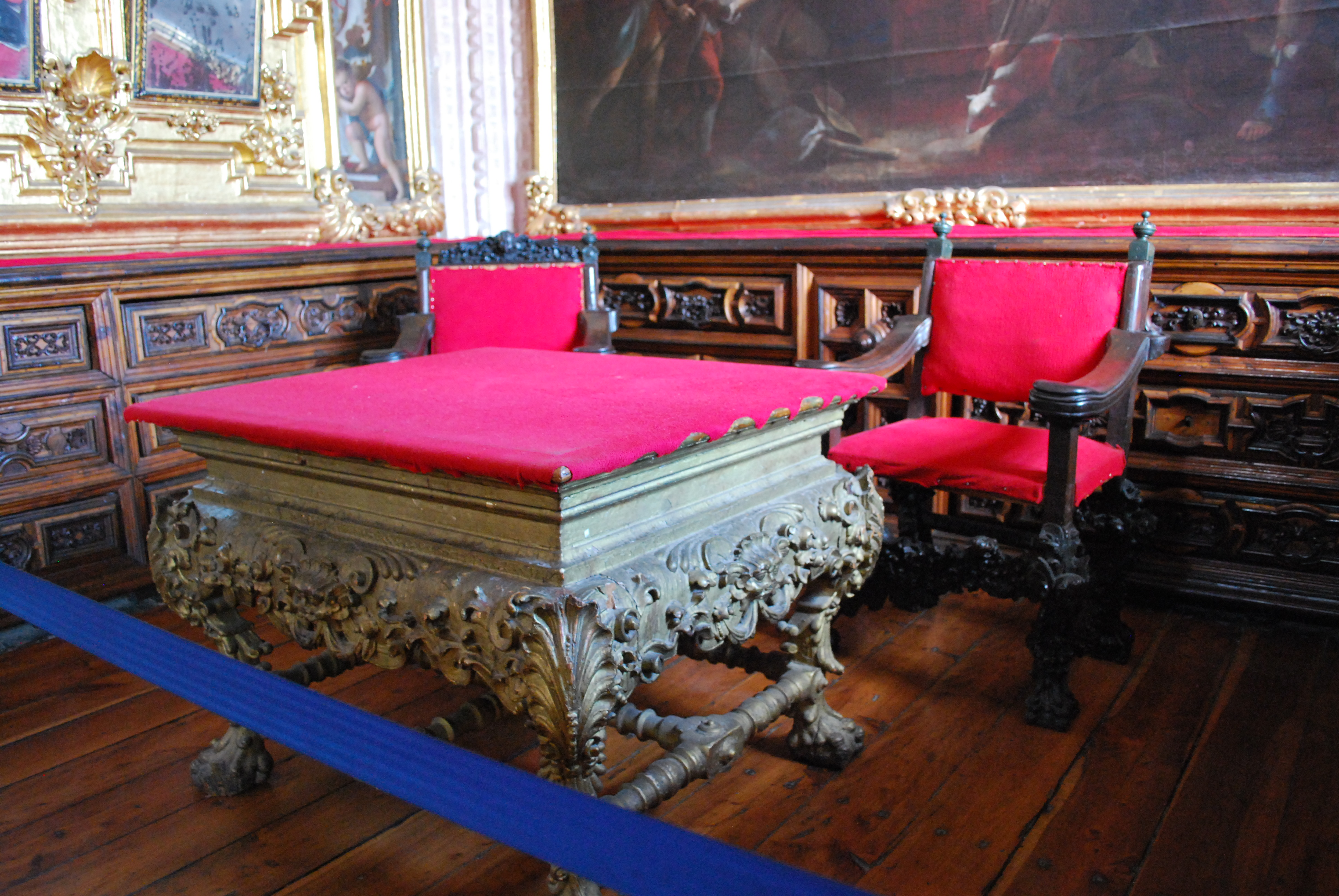
Móveis de sacristia.
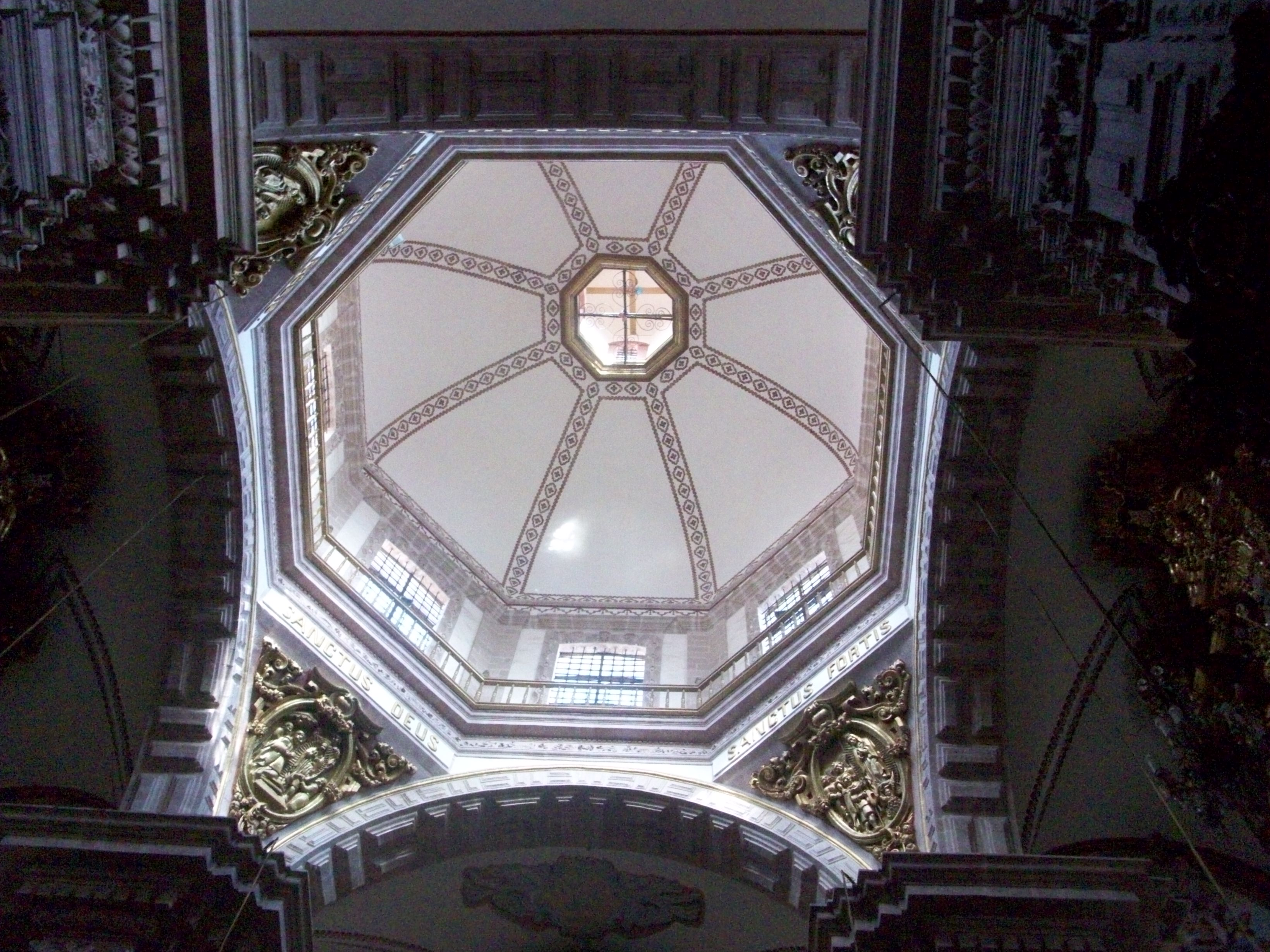
Cúpula.
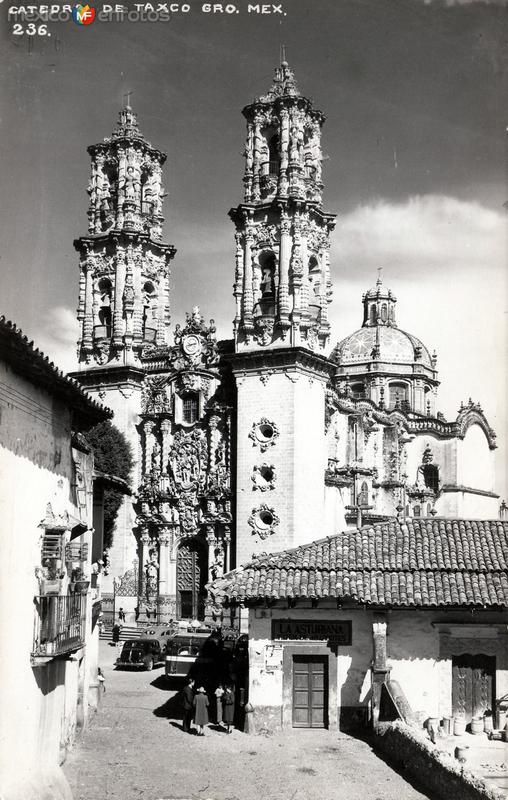
Igreja de Santa Prisca de Taxco na década de 1940.
Igreja de Santa Prisca de Taxco em 1930.
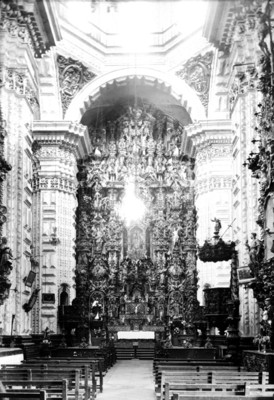
Altar-mor da Igreja em 1908. INAH .
Interior da Igreja de Santa Prisca em 1920.
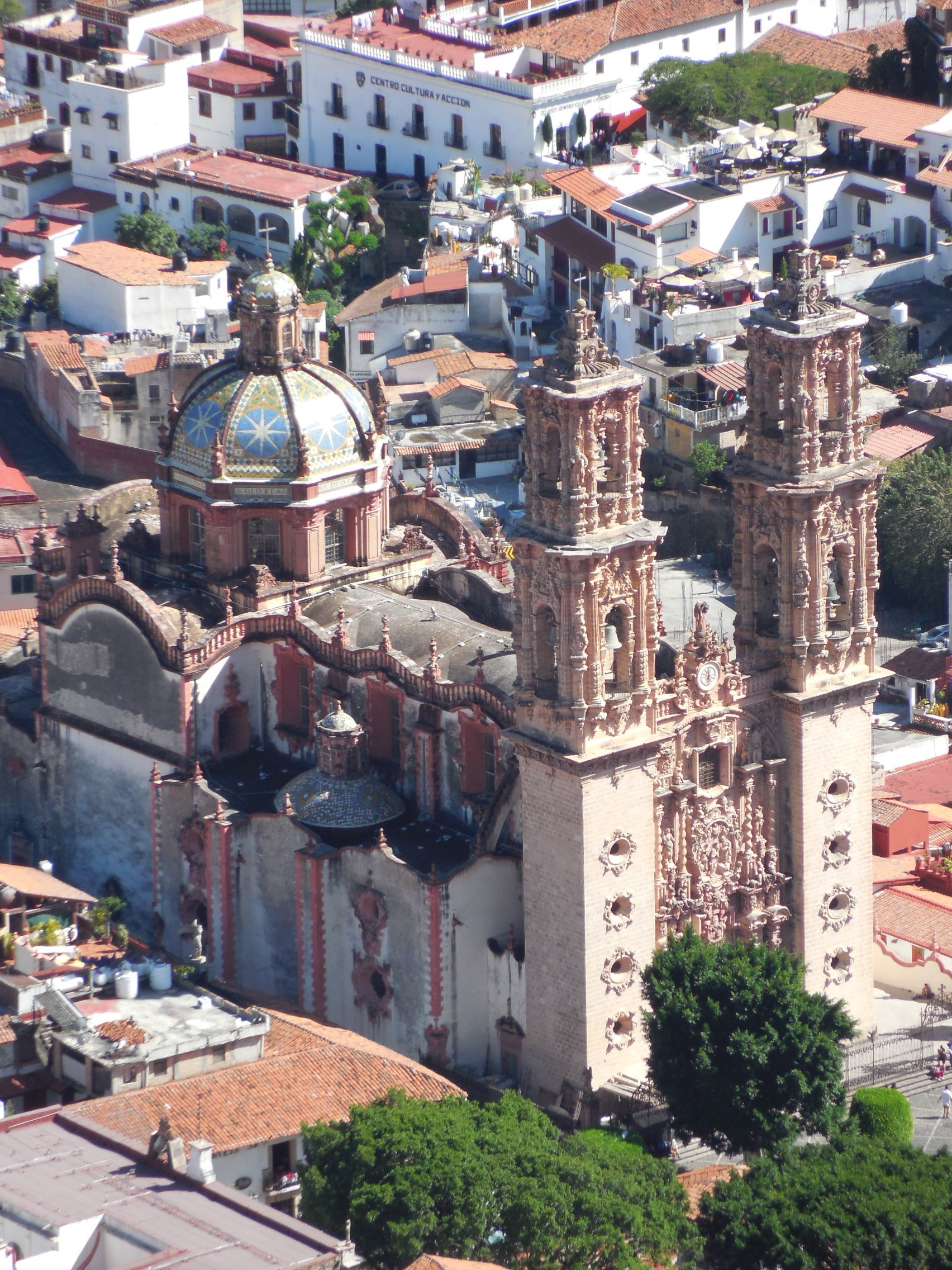
Teto
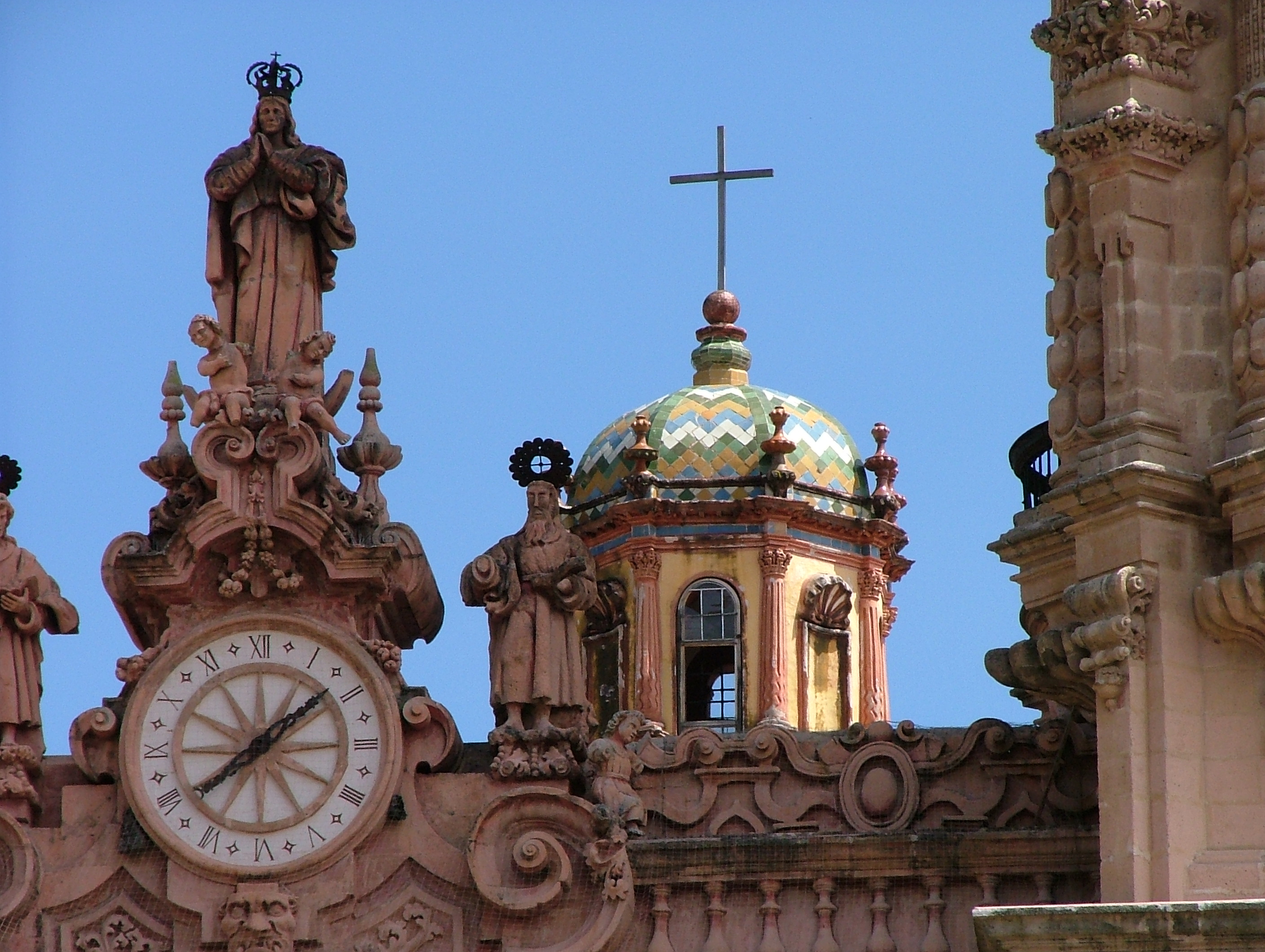
Fachada superior
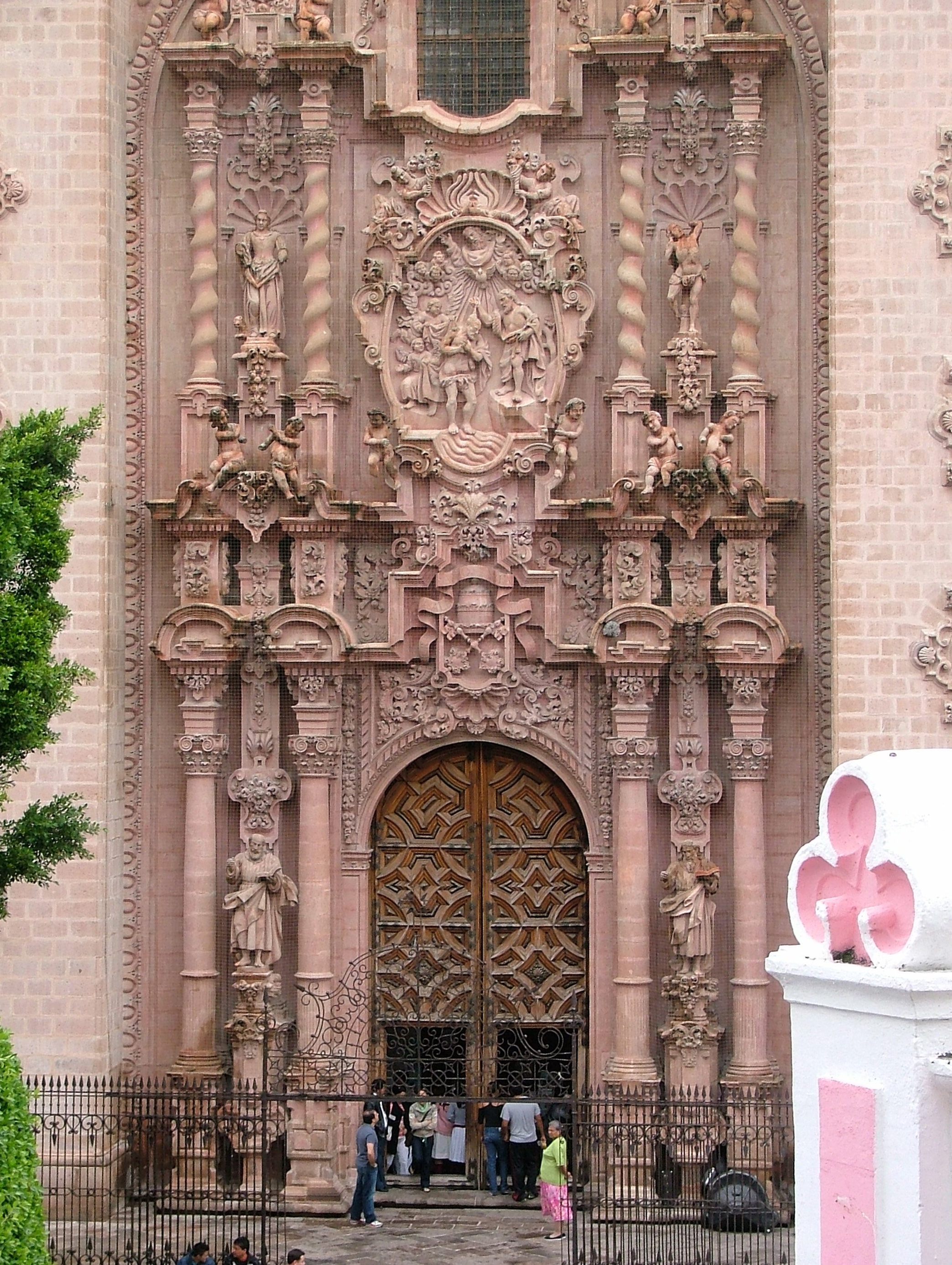
O portal
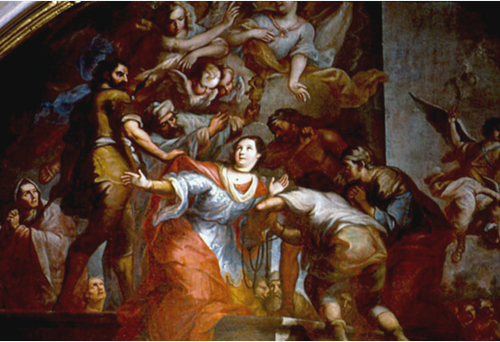
O Martírio de Santa Prisca (1760) de Miguel Cabrera . Localizado no interior.